# Nokia N80
Nokia N80 – model telefonu komórkowego firmy Nokia.

## Dane techniczne
- Zasięg: UMTS, GSM 850, GSM 900, GSM1800, GSM1900
- Czas czuwania: 192 h
- Czas rozmowy: 180 min
- Bateria: litowo-jonowy (LiIon), 820 mAh
- Wyświetlacz: 352x416 pikseli, 262 tysięcy kolorów
- Aparat fotograficzny: 2x cyfrowa kamera: CMOS 3 MPx, 20 x digital zoom, Flash LED, White balance, Video recorder CIF, MPEG4 AVC, Video streaming, Video capture MP4 & 3GP, 0.3 MPx (640x480 px), 2x digital zoom
- System operacyjny: Symbian Series60 3rd Edition
- Dostępna pamięć : 40 MB
- Złącze kart pamięci: MiniSD, do 2 GB
- Karta pamięci w zestawie: tak
- Naciśnij i mów: tak
- VoIP: nie
- Wymienne obudowy: nie [tylko w serwisie]
- Alarm wibracyjny: tak

## Wymiary
- Szerokość: 50 mm
- Wysokość: 95 mm
- Grubość: 23 mm
- Waga: 133 g

## Połączenia
- IrDA: tak
- Bluetooth: tak
- HSCSD: tak
- GPRS: tak, Class 10
- CSD: tak
- EDGE: tak, Class 10
- WiFI: tak
- WAP: 2.0
- XHTML: tak
- WLAN: tak
- SMS: tak
- MMS: tak
- EMS: nie
- T9: tak
- Klient e-mail: tak,
- Dzwonki polifoniczne: AMR-WB, AMR-NB, MP3, AAC, eAAC+, Midi 64 tones, WAV
- Dyktafon: tak
- Tryb głośnomówiący: tak
- Java: 2.0
- Zegarek: tak
- Budzik: tak
- Kalendarz: tak
- Notatnik: tak
- Minutnik: tak
- Stoper: tak
- Wybieranie głosowe: dla numerów i funkcji
- Odtwarzacz MP3: tak
- Radio: tak
- Wideokonferencja: tak